# Гливишка епархия
Гливишката епархия (на полски: Diecezja gliwicka; на латински: Dioecesis Glivicensis) е административно-териториална единица на католическата църква в Полша, западен обред. Суфраганна епископия на Катовишката митрополия. Установена е на 25 март 1992 година с булата „Totus Tuus Poloniae Populus“ на папа Йоан-Павел II. Заема площ от 2 250 км2 и има 614 549 верни. Седалище на епископа е град Гливице.

## Деканати
В състава на епархията влизат осемнадесет деканата.
| - Деканат „Битом“ - Деканат „Битом – Меховице“ - Деканат „Вижники“ - Деканат „Гливице“ - Деканат „Гливице – Лабенди“ - Деканат „Гливице – Остропа“ | - Деканат „Гливице – Сошница“ - Деканат „Жиглин“ - Деканат „Забже“ - Деканат „Забже – Микулчице“ - Деканат „Кужня Рачиборска“ - Деканат „Люблинец“ | - Деканат „Писковице“ - Деканат „Плавньовице“ - Деканат „Садув“ - Деканат „Тарновске Гури“ - Деканат „Тарновске Гури – Старе Тарновице“ - Деканат „Тошек“ |